# Strukturni golubovi
Strukturni golubovi su posebna skupina ukrasnih golubova u koju se svrstavaju sve one pasmne golubova na čiji vanjski izgled utječe raspored i način rasta perja, tj. struktura perja. Ima pasmina kod koji su pera na krilima zavrnuta (u obliku ukrasnog perja pataka zavijenog na repu), ili im pak pera na repu rastu u obliku kruga - kao lepeza, ili im perje oko vrata rastu tako da jedan dio ide prema kljunu, drugi dio strši iznad vrata, a treći iznad glave kao perika. Kada se pogleda sa strane ova pera čine jedan pravilan krug. To su vrlo lijepi golubovi, uvijek u paradnom držanju. Obično su malog tijela i u većini slučajeva bez ćuba na glavi i perja na nogama.
U strukturne golubove se ubrajaju:
Kineski golub galebić,
Kovrčavi golub,
Periker,
Paunaš,
Šmalkaldenski golub,
Holandski kapuciner,
Indijski paunaš,